# Convento di Santa Maria Assunta (Capriasca)
Il convento di Santa Maria Assunta è un edificio religioso dei frati cappuccini del canton Ticino. Sorge nei pressi del villaggio di Bigorio, frazione di Capriasca.
L'edificio risale al 1535 e fu la prima sede dei frati cappuccini in Svizzera. Nel XVII secolo venne ampliato mentre fra il 1760 ed il 1767 venne elevato di un piano. Il complesso oggi si presenta come un insieme di 4 edifici disposti intorno ad un chiostro centrale sprovvisto di portico. Nel 1987 è stato danneggiato da un incendio, in seguito al quale sono stati eseguiti lavori di restauro dell'intera costruzione.

## Opere
Nel convento si conserva una collezione di quadri e statue dei secoli XVI-XIX:
- oli su tela: 
  - Cristo crocifisso di Giuseppe Antonio Petrini di Carona[4], del 1750,
  - Madonna col Bambino e Giovannino,
  - San Francesco d'Assisi che riceve le stigmate,
  - San Felice da Cantalice adorante il Bambino,
  - Sant'Antonio di Padova,
  - l'Assunta e gli Apostoli del pittore Girolamo Ciocca[5]
  - Madonna in trono col Bambino e Santi,
  - Cristo portacroce,
  - San Francesco d'Assisi e i tre voti (ubbidienza, povertà, castità),
  - Sant'Antonio da Padova col Bambino,
  - San Carlo Borromeo,
  - San Lorenzo da Brindisi,
  - il Beato Bernardo da Offida,
  - San Felice da Cantalice questuante,
  - San Fedele da Sigmaringen adorante il Crocifisso,
  - San Giuseppe con Gesù Bambino,
  - Sant'Anna, san Gioacchino e Maria Bambina,
  - San Giovannino,
  - Gesù Bambino,
  - San Giovanni Nepomuceno di Pietro Antonio Magatti, pittore di Varese ma originario di Vacallo in linea materna[6] (1691-1767)[7].
- La scultura lignea policroma della Madonna col Bambino,
- la terracotta dipinta dell'Madonna Immacolata,
- due crocifissi lignei policromi, e diverse opere di fra' Roberto Pasotti[8] di Bellinzona.